# Dichelyne ialaris
Dichelyne ialaris is een rondwormensoort uit de familie van de Cucullanidae. De wetenschappelijke naam van de soort is voor het eerst geldig gepubliceerd in 2004 door Luo, Guo, Fang & Huang.